# Список второстепенных персонажей «Симпсонов»
Второстепенные персонажи «Симпсонов» — персонажи мультсериала «Симпсоны», появлявшиеся более чем в одной серии в эпизодических ролях. Многие из этих персонажей сыграли значительную роль в жизни семьи Симпсонов. Например, Арти Зифф трижды повлиял на брак Мардж и Гомера: в первый раз из-за его грязных приставаний Мардж поняла, что любит не его, а Гомера, во второй раз он помог Гомеру избавиться от ужасного храпа, в третьем случае он признался в том, что обанкротившаяся компания принадлежит ему, и тем самым спас Гомера Симпсона от тюрьмы. Другим второстепенным персонажем мультсериала, сыгравшим значительную роль, является Судья Рой Снайдер; он неоднократно выносил Барту Симпсону мягкие приговоры, тем самым избавляя Барта от наказания.
Все персонажи приведены в алфавитном порядке. Наиболее важные персонажи включены в шаблон внизу списка.

## Агнес Скиннер
А́гнес Ски́ннер (англ. Agnes Skinner) — мать Сеймура. Озвучена Тресс Макнилл. Впервые Агнес появилась в эпизоде «The Crepes of Wrath», в котором она была представлена как приветливая немолодая женщина, которая называла своего сына Сеймура «Котёночек», согласно DVD комментарию этого эпизода, Агнес стала такой, как сейчас, из-за Барта Симпсона, который подорвал туалет, в котором она находилась.
В юности Агнес была воздушной акробаткой и выступала на крыльях летящего самолёта. С тех пор как в 1979 году в результате несчастного случая на параде погиб её муж Шелдон Скиннер («Raging Abe Simpson and His Grumbling Grandson in «The Curse of the Flying Hellfish»»), она живёт в Спрингфилде с сыном Сеймуром.
Агнес контролирует каждый шаг Сеймура и постоянно на него жалуется. Судя по её замечанию в серии «Special Edna», они с Сеймуром до сих пор спят в одной постели. Она крайне негативно относится к его пассии Эдне Крабаппл, не позволяет Скиннеру разговаривать с друзьями по радиоприёмнику и посылает ему на пейджер сообщения с глупыми просьбами вроде «Холодильник слишком громко шумит», после чего он бежит домой помогать ей, даже если занят. Когда Агнес впервые появляется в эпизоде, часто она кричит «Сеймур!» для привлечения внимания. Когда Сеймура нет рядом, она постоянно ему звонит, чтобы он помог выйти ей из ванной, защитил её от ослепительных бликов автомобилей на улице и при других незначительных случаях.

## Акира
Аки́ра (озвучен Джорджем Такеи, а позже Хэнком Азариа) — владелец додзё каратэ и по совместительству работник суши-бара «Счастливое Сумо». Однажды он был замечен в роли продавца мебели «Brother, Can You Spare Two Dimes?». Он помог Гомеру, Барту, и Лизе расследовать происхождение загадочной коробки «Мистер Спаркл», на которой загадочным образом был изображен Гомер). Акира и другие владельцы ресторанов Спрингфилда однажды спланировали убийство Гомера за его ужасные ресторанные обзоры в газете («Guess Who's Coming to Criticize Dinner?»).
В серии «The Great Wife Hope» Акира обучал Мардж приёмам джиу-джитсу. Возраст — 27 лет

## Арни Пай
А́рни Пай (англ. Arnie Pye, озвучен Дэном Кастелланетой) — репортёр 6-го канала, ведущий свои репортажи для KBBL-TV (6-го канала) из вертолёта, парящего над Спрингфилдом. Его прямые включения называются «Арни в небесах». У него есть заметная неприязнь к ведущему новостей Кенту Брокману, с которым он постоянно вступает в споры в прямом эфире. Вертолёт Арни однажды потерпел аварию, и последними его словами были — «Скажите жене, что я люблю…». Тем не менее, ему удалось выжить, и впоследствии он появился ещё в нескольких эпизодах.
В серии «You Kent Always Say What You Want» Арни становится ведущим новостей, после того как Брокмана понижают до ведущего прогноза погоды. Когда Кент стоит возле карты и говорит о погоде, Арни пишет на фоне оскорбление в его адрес.
Появляется в 19 сезоне, 3 серии и в заставке 26 сезона, 19 серии.

## Арти Зифф
А́рти Зифф (англ. Artie Ziff; озвучен Джоном Ловитцем и Дэном Кастелланетой) впервые появился как партнёр Мардж Симпсон на школьном выпускном балу, после которого грязно приставал к ней, но был отвергнут перепуганной и рассерженной Мардж, когда разорвал на ней платье («The Way We Was»). В более позднем эпизоде «Half-Decent Proposal» показывается, что со временем он стал въедливым, самовлюблённым и претенциозным миллионером-компьютерщиком, заработавшим своё состояние на устройстве, преобразующем ужасные звуки, издаваемые модемом, в приятную музыку. Он предлагает Симпсонам миллион долларов за то, чтобы провести выходные со своей юношеской любовью Мардж (пародия на кинофильм «Непристойное предложение»). Даже когда Гомер сильно храпел, Арти подарил маску от храпа, но на самом деле это была не маска, а камера.
Когда Зифф появляется снова, выясняется, что он привёл к краху свою компанию «Зиффкорп», просаживая деньги инвесторов на такие безусловно нужные вещи, как нижнее бельё из мягкого золота. Он остался без единого гроша в кармане после того, как его дотком лопнул словно мыльный пузырь, и вынужден был переехать на чердак к Симпсонам, чтобы избежать поимки. Гомеру удалось выиграть у него 98 % компании в покер, и в ту же секунду в дом ворвались агенты правительства с целью арестовать Зиффа, но вместо него по ошибке взяли под стражу Гомера. Когда Зифф всё-таки сознался и отправился в тюрьму, первое, что он сделал по прибытии — начал тушить сигареты других заключённых с помощью распылителя воды. Видя такое поведение, Мардж сказала детям, что, возможно, они больше не увидят Зиффа. Однако он вновь появляется в 11 эпизоде 31 сезона Hail to the Teeth.
Некоторые черты Зиффа, как и логотип его компании, напоминают об образе Макса Зорина, злодея из фильма «Вид на убийство», сыгранного Кристофером Уокеном.
Снова появляется в эпизоде 2402 в альтернативном варианте истории в виде отца Барта.

## Бернис Хибберт
Берни́с Хи́бберт (англ. Bernice Hibbert; озвучена Тресс Макнилл) — жена доктора Джулиуса Хибберта. Возможно, имеет пристрастие к спиртному: в серии «Homer vs. The Eighteenth Amendment» она падает в обморок, когда узнаёт о принятии «сухого закона» в Спрингфилде), а также она присутствует на собрании общества анонимных алкоголиков в серии «Days of Wine and D'oh'ses» . Бернис во всём похожа на своего мужа, она даже хихикает, в точности как он. Вместе они посещают церковь для афроамериканцев. В нескольких сериях появляются намёки, что брак Хиббертов нестабилен («Dude, Where's My Ranch?» и «Marge and Homer Turn a Couple Play»). У них как минимум трое детей.
В ранних эпизодах жену доктора Хибберта звали Сильвия, а не Бернис. В игре «Virtual Springfield» её можно увидеть дважды: один раз под именем Мэри Хибберт, и один раз под именем Клэрис Рашад, что является отсылкой к актрисе Фелиции Рашад, сыгравшей роль жены доктора Хакстэбла в «The Cosby Show» (доктор Хибберт является пародией на Хакстэбла).

## Билл и Марти
Билл и Ма́рти (англ. Bill and Marty; озвучены Дэном Кастелланетой и Гарри Ширером соответственно) — ведущие на KBBL, главной радиостанции Спрингфилда. Их можно увидеть (иногда только услышать) в те моменты, когда Симпсоны слушают радио. Марти старше Билла, его можно отличить по лысеющей голове. KBBL работает на частоте 102,5 МГц, на одежде Марти обычно есть упоминание об этом. Именно от Билла и Марти Барт получил слона Топтыгу в серии «Bart Gets an Elephant»: когда он стал победителем их викторины, они предложили ему на выбор $10 000 или слона; на самом деле у них не было слона, так как они не ожидали, что мальчик выберет его, но под угрозой увольнения им пришлось найти и доставить Барту животное.
Также их можно увидеть в серии «The Otto Show», где они берут интервью у членов группы The Spinal Tap и просят их записать заставку для KBBL.

## Бог
Бог (англ. God; озвучен Гарри Ширером), появляется во многих эпизодах, например, «Homer the Heretic», «Thank God It's Doomsday», и небольшой сцене с ним, Буддой, и Полковником Сандерсом в «Pray Anything». Он изображается в характерном для западных христианских традиций обличии бога — седовласый, в белой робе и с громоподобным голосом, лицо его всегда обрезано границей кадра, и видна одна лишь только седая борода (за исключением эпизода «Treehouse of Horror XVI», где его вместе со всем сущим засасывает в чёрную дыру). Тело его почти всегда излучает мерцающее сияние. Похоже, что он не является всезнающим, например, говоря про своего сына, Он отмечает, что не знает, «что вы, люди, сделали с Ним», но «с тех пор он изменился». Одна из наиболее ярких его особенностей — это то, что он является единственным персонажем сериала, у которого пять пальцев на каждой руке. Конец 3-й серии 4-го сезона: у бога по 4 пальца на руках (скриншот).
«Treehouse of Horror XVI» (Бога вместе со всей Вселенной засасывает в чёрную дыру), «Pray Anything» (на картинке на работе у Гомера Симпсона) и «Alone Again, Natura-Diddily» (на иконе в доме Неда Фландерса) — серии, в которых можно увидеть лицо этого персонажа.

## Богатый Техасец
Рич Те́ксан (англ. Rich Texan; в переводе означает Богатый Техасец, но является не только описанием-прозвищем, но и сокращением от настоящего имени персонажа Ричард Тексан (Richard Texan, 33 сезон 6 серия); озвучен Дэном Кастелланетой) — стереотипный бесчувственный богач. Впервые появляется в серии «$pringfield (Or, How I Learned to Stop Worrying and Love Legalized Gambling)». Известен своим характерным жестом: когда он радуется, то берёт по револьверу в каждую руку и стреляет в воздух, крича «Йи-ха!». Как известно из эпизода Revenge is a Dish Best Served Three Times, возможно, он родился в Коннектикуте, а затем переехал в Техас. Это сразу относит нас к Джорджу Бушу, который родился в Коннектикуте.
Республиканец. Говорит с протяжным техасским акцентом. В серии «Homerazzi» обнаружилось, что у него есть взрослая дочь Пэрис Тексан, (пародия на Пэрис Хилтон), а в «Million Dollar Abie», что он имеет внука гея.
Несмотря на то, что в основном он заботится только о собственной выгоде, однажды он спонсировал выставку скульптур Мардж Симпсон («Ice Cream of Margie (With the Light Blue Hair)») и научил её своему приёму с пистолетами. Также он однажды сказал Гомеру Симпсону, что любит гулять по пляжу под лунным светом. В эпизоде «Midnight Towboy» мы узнаем, что этот невероятно мужественный и воинственный человек страдает погонофобией (боязнь бороды и усов). Возраст — около 60 лет.

## Брэндин Спаклер
Брэнди́н Спа́клер (англ. Brandine Spuckler, также известная как Брэнди́н Дел Рой; озвучена Тресс Макнилл) — партнёрша Клетуса Спаклера. Возможно, они даже официально заключили брак в серии «There's Something About Marrying», несмотря на то, что они являются близкими родственниками (возможно, братом и сестрой; а в одной серии намекалось, что Клетус — сын Брэндин), что является отсылкой к популярному в Америке стереотипу о распространенности браков между родственниками среди деревенщины. Однако последнее вызывает сомнение, так как, согласно словам самой Брандины, замуж за Клетуса она вышла в 13 лет, а до этого уже 4 раза разводилась.
Она неграмотна и невежественна. Болела бешенством. Работала в стриптиз-клубе и в сети кафе Dairy Queen и, вероятно, сидела в тюрьме, где узнала о существовании канализации, о чём упоминается в серии «Days Of Wine and D'Oh'ses». В серии «All's Fair in Oven War» выиграла кулинарный конкурс и стала «Тётушкой Свежепёк», лицом компании, производящей муку, после чего собиралась уехать из Спрингфилда с актёром Джеймсом Кааном. В серии «Yokel Chords» показано, что Брэндин воевала в Ираке, но вернулась домой, чтобы уберечь детей от эксплуатации Клетусом и Красти.

## Военные
Появляются в воспоминаниях разных персонажей Эйба Симпсона, Сеймура Скиннера и других. Самые известные военные, которые появляются в двух сериях это персонажи из пародии на комикc Sgt. Fury and his Howling commandos: Айса — Иззи Коэн, Арни Гамбл — Дум Дум Дуган, Вигги Вигам — Дино Манелли, Окс — Ребел Ралсон, Яч — Персиваль Пинкертон, Вин — Гэбриэль Джонс и Шелдом Скиннер — Счастливчик Сэм Сойер. Первое их появление в серии Raging Abe Simpson and His Grumbling Grandson in «The Curse of the Flying Hellfish».

## Герман
Ге́рман (англ. Herman; озвучен Гарри Ширером) — владелец магазина военного антиквариата «Herman’s Military Antiques», впервые появляется в серии «Bart the General». У него только одна рука; вторую он потерял, когда высунул её из окна школьного автобуса.
Барт: О, мистер Герман?..
Герман: Да?
Барт: Вы... вы потеряли руку на войне?
Герман: Руку? Вот что, парень: если учитель скажет тебе «Не высовывай руку из окна школьного автобуса» — выполняй!
«Bart the General» 
Изначально создатели сериала планировали каждый раз называть новую причину однорукости Германа, но это так и не превратилось в повторяющуюся шутку, отчасти из-за редкого появления персонажа. Внешне персонаж во многом похож на сценариста «Симпсонов» Джона Шварцвельдера, а его голос напоминает голос Джорджа Буша-старшего.
Герман отлично разбирается в военном деле; именно он разработал стратегию, позволившую Барту одержать победу над Нельсоном Манцом в серии «Bart the General». Дружит с Эйбом Симпсоном.
По-видимому, некоторые из товаров в магазине Германа не имеют исторической ценности: он продал Эйбу шапку, якобы принадлежавшую Наполеону, а затем выставил на продажу старую шляпу Эйба как «шляпу, в которой застрелили Мак-Кинли».
Также он пытался торговать контрабандными джинсами и был задержан Мардж, которая в то время работала полицейским. Тем не менее, его отпустили из-за отсутствия вещественных доказательств (джинсы забрали себе офицеры полиции).
В пародии на фильм «Криминальное чтиво» в серии «22 Short Films About Springfield» он захватил в заложники в своём магазине Клэнси Виггама и Змея Джейлбёрда, но случайно был обезврежен Милхаусом.
Герман состоит в тайном обществе «Каменщиков». Появлялся на общественных работах. Часто появляется в толпе. Возможно, русский. Продавал атомную бомбу Гомеру Симпсону. Возраст Германа — примерно 45 лет.

## Гюнтер и Эрнст
Гю́нтер и Эрнст (англ. Gunter and Ernst; озвучены Гарри Ширером и Хэнком Азарией) — дуэт циркачей из Лас-Вегаса, являющийся очевидной пародией на реально существующий дуэт «Зигфрид и Рой»: в их речи прослеживается выраженный немецкий акцент, а в их выступлениях задействованы белые тигры, причём один из членов труппы — блондин, другой — брюнет. Этот дуэт появляется в сериях «Viva Ned Flanders», «$pringfield», «The Two Mrs. Nahasapeemapetilons» и «Jazzy and the Pussycats».
В серии 1993 года «$pringfield», дуэт был серьёзно покалечен его фирменной маркой — белым тигром Анастасией. Как известно, через 10 лет, во время выступления «Зигфрида и Роя» в отеле «The Mirage» в Лас Вегасе, Рой Хорн был покалечен дрессированным тигром Монтекор, схватившим его за шею и утащившим за кулисы.

## Деклан Десмонд
Де́клан Де́смонд (англ. Declan Desmond; озвучен Эриком Айдлом) — британский режиссёр-документалист, циничный скептик. Он часто ставит героев своих фильмов в неудобное положение или высмеивает их. Впервые появился в серии «’Scuse Me While I Miss the Sky», где снимал фильм о спрингфилдских школьниках «American Boneheads: A Day in the Life of Springfield Elementary» и поспособствовал увлечению Лизы Симпсон астрономией. Помимо этого, снял фильмы «Do You Want Lies with That?» (разоблачил клоуна Красти), «Ain’t No Mountain: A Blind Man Climbs Everest» и «Growing Up Springfield».
Материал для «Growing Up Springfield» («Растущий Спрингфилд») он накапливал долгие годы, каждые 8 лет приезжая в Спрингфилд и фиксируя изменения в жизни героев («Springfield Up»). Этот фильм похож на реальный проект режиссёра Майкла Эптеда, который делал то же самое, но с интервалом в 7 лет.
Возраст Десмонда точно не указан, но когда Гомеру было всего 8 лет, он уже был режиссёром, следовательно, ему примерно 55.

## Диско Стю
Ди́ско Стю (англ. Disco Stu; озвучен Хэнком Азарией) является большим поклонником диско и обычно появляется в богато украшенном стразами полиэстеровом костюме. О себе он всегда говорит в третьем лице (делая ударение на «Стю», а потом выдерживая паузу, прежде чем продолжить), и известен своей приверженностью к 70-м годам. Является владельцем клуба «Диско у Стю» (англ. «Stu's Disco»).
Впервые появился в эпизоде «Two Bad Neighbors», на уличной распродаже. В начале эпизода Гомер и Мардж перебирали чердак в поисках ненужного хлама, который можно было бы продать. Мардж предложила продать старую куртку Гомера, но тот запротестовал «…Она нужна мне, чтобы носить поверх старой одежды!». «А кто такой Диско Стю?» — спросила Мардж, имея в виду надпись на спине. Гомер объяснил: «Я хотел написать „Диско Жеребец“ (англ. Disco Stud), но у меня кончилось место. Никакой Диско Стю тут ни при чём!». Диско Стю появился в эпизоде позже, как часть этой шутки. Гомер уговаривал купить куртку посетителей распродажи, один из них крикнул: «Эй, Стю! Тебе следует купить эту штуку!». Диско Стю появился из толпы со словами «Диско Стю не рекламируется!».
Несмотря на то, что изначально персонаж задумывался всего лишь для одного эпизода, Стю стал появляться в сериале и в дальнейшем. Его можно увидеть в туфлях на платформе, приударяющим за Мардж на горнолыжной базе (пока он не узнал, что у неё есть дети) (эпизод «Little Big Mom»), и в других эпизодах. В ток-шоу «taxi cab confession» (эпизод «How I Spent My Strummer Vacation») Диско Стю признаётся: ему кажется, что диско умерло. Он выражает беспокойство, что позволил диско уничтожить себя как личность, и боится стать просто «необычным чудаком». В молодости он чуть было не сделал карьеру капитана под именем «Морской Стю».

## Джаспер Бердли
Джа́спер Бе́рдли (англ. Jasper Beardly) — один из старейших жителей города, наряду с Эйбом, мистером Бернсом и Престарелым Евреем. Проживает в Спрингфилдском доме престарелых. Джаспер Бердли — друг Эйба Симпсона. Носит длинную бороду, фамилия в буквальном переводе с английского означает «бородатый». Его озвучивает Гарри Ширер.
Согласно эпизоду «Marge and Homer Turn a Couple Play», Джаспер — ветеран Второй мировой войны, хотя он пытался уклониться от призыва вместе со своим другом Эйбом (они выдавали себя за женщин и даже играли в местной женской бейсбольной лиге).
Джаспер проходил прослушивание в группу Гомера «The Be Sharps», однако неудачно.
Джаспер медленно теряет зрение из-за катаракты, которая в серии «Homer the Vigilante» была вылечена, когда лазер из защитной системы дома попал ему в глаза, но повторное попадание снова лишило его зрения. Он примирился с этим очень быстро: «Ну и ладно. Зрение вернулось — зрение пропало» (парафраз английской пословицы «Easy come, easy go» — «Легко пришло, легко ушло»). Несмотря на проблему со зрением, Джаспер чутко спит, и у него всё ещё хорошие рефлексы. Когда Эйб Симпсон как-то ночью попытался украсть его зубные протезы, Джаспер мгновенно включил свет и, направив на Эйба пистолет, пресёк попытку кражи.
В ночь покушения на мистера Бёрнса, Вэйлон Смитерс стрелял в Джаспера, однако попал ему в деревянную ногу. Однажды, когда Джаспер работал замещающим учителем, он умудрился застрять бородой в точилке для карандашей.
В эпизоде «Lisa the Simpson» Джаспер попытался заморозить себя в морозилке магазина Kwik-E-Mart по совету доктора Ника Ривьера. Апу не стал его оттуда доставать. Когда замороженный Джаспер стал популярен и взглянуть на него приходило множество людей, Апу решил превратить своё заведение в гремучую смесь выставки странных вещей и магазина. Джаспер, переодетый в викинга, стал его главным аттракционом. Однако, когда Апу попытался продать Джаспера (или «Морозиликуса», как он его назвал) Богатому Техасцу, Джаспер случайно разморозился, абсолютно уверенный в том, что он попал в будущее.
В вырезанной (и поэтому считающейся неканонической) сцене эпизода «In Marge We Trust», говорится о том, что Джаспер был предшественником преподобного Лавджоя на посту священника Спрингфилдской церкви Западной ветви реформированного пресвитерианства. Возраст — 69 лет.

## Джебедая Спрингфилд
Джебеда́я Обада́я Заха́рия Джедида́я Спри́нгфилд (англ. Jebediah Obadiah Zachariah Jedediah Springfield) — предполагаемый исторический основатель Спрингфилда, почитается в городе как герой. Спрингфилд известен своими афоризмами, такими, как, например: «Благородный дух убольшает и маленького», он был широко известен благодаря своему серебряному языку. Большинство жителей Спрингфилда считают, что серебряный язык — это поэтическое описание его красноречия, однако в одном из эпизодов Лиза Симпсон выяснила, что его настоящее имя Ганс Спра́нгфелд (Hans Sprungfeld), он был пиратом, в одной из пьяных драк ему вырвали язык, и он вставил себе серебряный протез. Спрангфелд сменил имя в 1795 году. Также Спрингфилд был личным врагом Джорджа Вашингтона, перед смертью он написал признание в этом на куске портрета Вашингтона.
Спрингфилд вместе со своим другом Шелбивиллем Манхэттеном были предводителями каравана, двигавшегося на запад (из-за неправильной интерпретации одного абзаца в Библии они искали «Новый Содом»); но их пути разошлись, потому что Шелбивилль хотел основать город, в котором люди могут жениться на своих кузинах, а Спрингфилд хотел основать город, в котором будут жить целомудренные и скромные жители. Зимой 1807 года Джебедая основал первую Спрингфилдскую больницу, построив её из дерева и грязи.
По легенде, Спрингфилд убил медведя голыми руками. Статуя, запечатлевшая этот подвиг, стоит в центре города, напротив мэрии. Также по легенде он укротил дикого бизона, хотя в своём тайном послании он написал, что бизон был ручной и он не укрощал его, а застрелил. Спрингфилдский марафон проводится в честь бегства Джебедаи через всю страну от кредиторов.
Возможно, Джебедая Спрингфилд — намёк на Джедедайю Смита, прославленного исследователя Дикого Запада.
В одной из серий Барт отпиливает голову статуи Спрингфилда, чтобы выделиться перед хулиганами. Этот мотив появился в заставке поздних сезонов — памятнику отпиливают голову, и она падает на Ральфа Виггама.
В 20 эпизоде 30 сезона выясняется, что Джебедая погиб от лихорадки после укуса бобра.

## Джек Ларсон
Джек Ла́рсон (англ. Jack Larson) — скользкий представитель компании «Сигареты Ларами» и один из владельцев «Спрингфилдских Изотопов». Впервые он появляется в рекламе сигарет на параде «Маленькая Мисс Спрингфилд». Эту рекламу Гомер увидел по телевизору, в Таверне Мо, в эпизоде «Lisa the Beauty Queen», четвёртого сезона. Его также можно увидеть в эпизоде «Bart the Murderer», успокаивающим толпу курильщиков, после того как Жирный Тони и Спрингфилдская Мафия угнали два грузовика сигарет.

## Джереми Питерсон
Дже́реми Пи́терсон (англ. Jeremy Peterson, также известный, как Подросток со скрипучим голосом; озвучен Дэном Кастелланетой).
В эпизоде 7 сезона «Team Homer» указано, что его мать — кухарка Дорис. Работает где придётся, чаще всего обслуживает в каком-нибудь магазине. Пару раз даже руководил некоторыми персонажами (Дедом Симпсоном, а также в 18 сезоне, 5 серии Дольфом, Джимбо и Керни).
Сама кухарка Дорис утверждает, что у неё нет сына. В 6 эпизоде 22 сезона «Бернс глуп» выясняется, что он работает слугой. Впервые появился в серии «Сила Искусства».

## Джимбо Джонс
Ко́рки Джеймс «Джи́мбо» Джонс (англ. Jimbo Jones; озвучен Памелой Хейден, но в серии «The Telltale Head» озвучивается Тресс Макнилл) — в обычной жизни носит вязаную шапку (под ней прячет лысину) и футболку с черепом. Он часто находится в компании Дольфа и Керни, а иногда и Нельсона Манца. Также у Джимбо есть девушка. Он является общепризнанным главарём этой банды. Он любит бить одноклассников и красть вещи в магазине. Он часто намекает, что он из зажиточной семьи, особенно в серии «The PTA Disbands», в которой учителя объявляют забастовку и школа закрывается, видно, что он и его мать любят смотреть мыльную оперу и потягивать чай в приятной гостиной. Его мать по имени Кэрол ведёт беспорядочную половую жизнь, возможно, работала проституткой. Иногда ходит топлесс, что впечатляет друзей Джимбо. В серии «Bart the Fink» Барт выясняет, что его имя Корки (однако в серии «Lisa’s Date with Density» Нельсон называет его Джеймсом, подразумевая, что Корки может быть прозвищем или псевдонимом). У Джимбо есть и другие известные псевдонимы: «Джеймсбо», «Доктор Дж.» и «Гектор Гуцеритц» (что показано в серии «24 Minutes»), а также называет себя «Доктор Язык» в серии «New Kid on the Block». Джимбо назван в честь Джеймса Л. Брукса. Джимбо баллотируется на пост мэра в серии «See Homer Run» под лозунгом: «Борьба с ботаниками. Голосуй за Dorks». Впервые появился в серии «The Telltale Head» Возраст — 15 лет.

## Джо Куимби
Джо́зеф Фи́цджеральд О’Мэ́йли Фицпа́трик О’До́ннел «Алмазный Джо» Куи́мби младший  более известный как Мэр Куи́мби (англ. Mayor Quimby) — мэр города Спрингфилд, демократ. Является воплощением ловкого, скользкого политикана, чьими интересами являются только власть, взяточничество и женщины. Мэр Куимби является пародией на членов семейства Кеннеди, бывшего одним из наиболее влиятельных семейств в американской политике на протяжении долгого времени. Он говорит с восточным массачусетским выговором, обладает, как и Кеннеди, большим капиталом и проживает на побережье в родовом имении «Куимби Компоуд» (отсылка к Кеннеди Компоуд (англ. Kennedy Compound), вилле Кеннеди в Массачусетсе). Куимби женат на женщине, всегда одетой в розовый костюм и шляпку, сделавшие знаменитой супругу Джона Кеннеди Жаклин Кеннеди. Племянник мэра, Фредди Куимби, однажды был обвинён в попытке убийства (намек на Уильяма Кеннеди Смита, обвиненного в изнасиловании), во время судебного процесса Куимби пытался подкупить присяжных.
Джо Куимби был избран мэром Спрингфилда в 1986 году. С тех пор он неоднократно переизбирался, несмотря на явные промахи в политике, взятки и другие грешки; в одной из серий он ненадолго лишается своего поста из-за махинаций оппонентов-республиканцев на выборах. Постоянно, даже во время секса, произносит свою коронную фразу «Голосуйте за Куимби!». Куимби часто использует деньги городского бюджета в личных целях, например, регулярно отправляется в длительные заграничные поездки в популярные туристические места вроде Арубы. Подразумевается, что мэр связан с Жирным Тони, главой местной мафии. Джо Куимби — бабник, он регулярно пытается соблазнять молоденьких женщин; его часто можно увидеть в постели с глуповатой, неграмотной блондинкой, обладательницей титула «Мисс Спрингфилд». Также мэр часто разглядывает порнографические карты во время городских собраний. В одной из серий на него подают иск о признании отцовства сразу 27 женщин.

## Дольф Старбим
Дольф Старбим (англ. Dolph Starbeam; озвучен Тресс Макнилл) — хулиган, учится в Спрингфилдской начальной школе. Дружит с Нельсоном, Керни и Джимбо. Возраст — 15 лет. Также не раз упоминается его национальность — еврей. Имеет пирсинг колечком в брови, прикрывает его волосами. В серии «Yellow Subterfuge» указано, что фамилия Дольфа — Шапиро. Известно, что родители Дольфа развелись, имена отца и сестры неизвестны, а мать зовут Старла. В серии «24 minutes» становится известно, что у него два отца, причем второй, возможно, отчим. Также в этой серии Дольф говорит на испанском, немецком, иврите, арабском, корейском, латыни, староанглийском, клингоне и эсперанто, а также дружит с Джеки Чаном, но это официально не подтверждено. Впервые появился в серии «The Telltale Head». Возраст — 16 лет.

## Дредерик Татум
Дре́дерик Та́тум (англ. Drederick Tatum; озвучен Хэнком Азарией) появился в нескольких эпизодах шоу, но наиболее запоминающимся был его дебют в качестве оппонента Гомера в «The Homer They Fall». В ранних сериях выглядел немного по-другому. Татум, бывший олимпийский чемпион по боксу, первым стал абсолютным чемпионом мира по боксу среди тяжеловесов по всем версиям. Вырос Дредерик в Спрингфилде, и вспоминал о нём так: «Этот город такая дыра! Если я там ещё раз появлюсь, значит, дела мои швах». Некоторое время провёл в тюрьме, куда попал за то, что столкнул мамашу вниз с лестницы. Принял участие в бою против Гомера Симпсона, малоизвестного боксёра, которого никто никогда не мог отправить в нокаут. Его менеджером был Люциус Свит, алчный промоутер боёв. Персонаж Татума пародирует Майка Тайсона, своим криминальным прошлым, внешним видом и слегка шепелявым говором.
Также Татум появляется в серии The Great Wife Hope как тренер Мардж Симпсон.

## Дэйв Шаттон
Дэ́вид «Дэйв» Ша́ттон (англ. Dave Shutton; озвучен Гарри Ширером) — репортёр, работающий на газету «Springfield Shopper». Впервые появляется в серии «Two Cars in Every Garage and Three Eyes on Every Fish», в которой, возможно, и было его самое значимое появление: именно благодаря ему все узнали о существовании трёхглазой рыбки Блинки. Позже он появляется в сериях «Radio Bart», «Lisa the Beauty Queen» и «Old Yeller-Belly». Кент Брокман, возможно, является его врагом. В сериях «Three Men and a Comic Book» и «$pringfield» его беспокоят во время телефонного разговора. Шаттон впервые заговорил в серии «Two Cars in Every Garage and Three Eyes on Every Fish» 2 сезона. Он разговаривал с Бартом и Лизой.
В «Treehouse of Horror 3» его раздавил Гомер-Конг (пародия на Кинг-Конга).

## Заплатка и Бедняжка Виолетта
Заплатка и Бедняжка Виоле́тта  (англ. Patches and Poor Violet) — двое сирот, которые изредка появляются в эпизодах «Симпсонов». Заплатку озвучивает Памела Хейден, а Бедняжку Виолетту — Тресс Макнилл. Появившись в эпизоде «Miracle on Evergreen Terrace», они с тех пор также отметились в сериях «I'm Goin' to Praiseland» и «Simple Simpson». Бедняжка Виолетта часто сильно кашляет. Заплатка напоминает Тини Тима из «Рождественской песни» Чарльза Диккенса. У них нездоровая бледно-жёлтая кожа. В комиксах про Симпсонов семья случайно удочерила Бедняжку Виолетту, которая прожила у них целый месяц, а тем временем Заплатка показывал Барту приют.

## Капитан МакКаллистер
Капитан Горацио МакКаллистер — персонаж мультсериала «Симпсоны». Озвучен Хэнком Азариа. Обычно его называют Морской Капитан, хотя он и признал, что он не настоящий капитан и ненавидит море.
Персонаж был создан Конаном О’Брайеном в то время, когда тот ещё был сценаристом «Симпсонов». Впервые персонаж появился в эпизоде «New Kid on the Block», где он сыграл роль владельца рыбного ресторана со шведским столом «Копчёного Голландца» (игра слов: Копчёный Голландец англ. The Frying Dutchman и Летучий Голландец англ. The Flying Dutchman). В этом эпизоде Гомер Симпсон подал на МакКаллистера в суд из-за того, что тот не позволил ему съесть столько, сколько Гомер бы смог. Персонаж с его деревянной ногой, двумя стеклянными глазами и постоянным восклицанием «Ар-р-р» основан на стереотипном представлении людей о пиратах.
МакКаллистера часто показывают как человека полностью некомпетентного в вопросах мореплавания. Однажды он сознательно топит судно, не обращая внимания на отсутствия сигнала маяка и бормоча при этом «Ненавижу море и все с ним связанное». В другом эпизоде он, управляя танкером с нефтью в нетрезвом виде, сажает его на мель, что приводит к загрязнению моря. В эпизоде «Boy-Scoutz N the Hood» он рекомендует надувной плот Барту и Гомеру, который моментально тонет. В некоторых случаях он признает свою некомпетентность: «Яааар, я не знаю, что я делаю». Капитан состоит в Спрингфилдском обществе Анонимных алкоголиков.
В эпизоде «Lisa's First Word» он пытался продать плавучий дом Мардж и Гомеру Симпсонам, (отсылка к фильму «Челюсти»), однако акула, которая его схватила, не позволила ему это сделать.
В качестве предпринимателя МакКаллистер также некомпетентен. Его ресторан «Копчёный голландец» приносит одни лишь убытки и не может поддержать владельца. В эпизоде «Lisa Gets an «A»» капитан появляется в виде опустившегося бродяги. Увидев Мардж и Гомера, выгуливающего своего омара, он предложил отправить его в свою «маленькую академию для омаров». После того, как Мардж отказалась это сделать, он попросил у неё лишнюю мелочь. В эпизоде «Homer's Barbershop Quartet» он напал на гигантского кальмара, потому что верил в то, что в животе у кальмара может быть золото.
Несмотря на возраст, плохую физическую форму, деревянную ногу и плохое зрение он хорошо играет в баскетбол.
В сериале капитан МакКаллистер никогда не появлялся с девушкой. Он уверен, что он не гей, хотя однажды он намекнул, что занимался гомосексуальным сексом со своими моряками в плавании.
В эпизоде «The Way We Weren't» выяснилось, что Гомер считает МакКаллистера своим хорошим другом. В одной из серий его можно увидеть в родильном доме, где он держит новорожденного младенца.

## Керни Зизвич
Ке́рни Зи́звич (англ. Kearney Zzyzwicz; озвучен Нэнси Картрайт) — носит белую футболку, наручники с шипами и синие шорты. Хулиган. Во время учёбы в школе неоднократно оставался на второй год. Почти постоянно гуляет с Джимбо и Дольфом, а иногда и с Нельсоном Манцом. Был женат и имеет сына. Учился в одном классе с Отто Манном. Впервые появился в серии «The Telltale Head». Самый старший из хулиганов. Возраст — примерно 18 лет. В серии The Winter of His Content Керни сказал, что стал толерантным геем.

## Кирк и Луан Ван Хутены
Кирк (англ. Kirk; озвучен Хэнком Азариа) — отец Милхауса и муж Луан. Является главой семейства Ван Хутенов. В первых эпизодах его появления можно было увидеть, как он говорил своему сыну не писать на зеркале. В его жизни произошли несколько значимых событий: в серии Homer the Great он был присоединён к клубу камнетёсов, в серии A Milhouse Divided он поругался с Луан на празднике и развёлся с ней, а в серии Milhouse of Sand and Fog он воссоединился с Луан и пообещал ей, что будет обращаться с ней тепло.
Лу́ан (англ. Luann; озвучен Мэгги Росвелл) — мать Милхауса и жена Кирка. Является соседкой Элизабет Гувер. В её жизни произошли несколько значимых событий: в восьмом сезоне она поругалась с Кирком на празднике, она развелась с ним и нашла себе двух любовников — Пиро и Лиро; в пятнадцатом сезоне она переехала в Капитал-Сити, нашла себе нового любовника Диско Стю; в серии Milhouse of Sand and Fog она воссоединилась с Кирком и пообещала ему, что будет обращаться с ним тепло.

## Куки Кван
Ку́ки Кван (англ. Cookie Kwan; озвучена Тресс Макнилл) — риелтор азиатского происхождения. Она называет себя «номером один на западной окраине», хотя также работает и в восточном конце города. Её первое появление было в эпизоде «Realty Bites», где она работала в конторе по продаже недвижимости Лайнела Хатца под названием «Красный пиджак». У неё выступающие золотые зубы, и она ведёт себя крайне агрессивно с каждым, кто, по её мнению, покушается на её бизнес (она посоветовала Мардж «держаться подальше от западной окраины!»), и в 9 серии 9 сезона набросилась на Гила Гундерсона с криками «Что ты там сказал о западной окраине?!», на что он ответил «Нет, Куки, клянусь я не имел в виду ничего такого! Я очень-очень тебя боюсь».
Судя по всему, она живёт в Спрингфилде с самого детства (её можно увидеть в лагере для девочек в серии «The Way We Weren't»). Вероятно, одинока; вместе с Линдси Нейгл пыталась флиртовать с Гомером Симпсоном в серии «Large Marge».
Имеет сестру Нуки Кван.

## Кухарка Дорис
Кухарка До́рис Пи́терсон (ранее озвучивалась Дорис Грэй) имеет избыточный вес, среднего возраста и достаточно лаконична в своей речи, работает в кафетерии Спрингфилдской начальной школы. Во время сокращения школьного персонала она также работает в качестве школьной медсестры, а когда Суперинтендант Чалмер спрашивает, почему кухарка работает школьной медсестрой, она отвечает: «Я получаю две ставки таким образом».
Поскольку Дорис совершенно не компетентна в области медицины, она не может оказать ученикам должную медицинскую помощь и абсолютно бесполезна в качестве школьной медсестры. Это видно в 22 серии 6 сезона, когда Барт Симпсон заработал аппендицит и пришёл к ней с сильной болью, прося о помощи, а она ничего не смогла сделать, в результате чего Барт потерял сознание прямо в медицинском кабинете. В эпизоде «Much Apu About Nothing» Дорис работает почтальоном.
Дорис кормит учеников различной дрянью: целыми говяжьими сердцами, конскими яичками и матами из тренажерного зала, пропущенными через мясорубку, но делает это не столько по своей воле, сколько из-за жадности Директора Скиннера, который иногда начинает экономить на всём, объясняя эту чрезмерную экономию отсутствием нужного количества денег в бюджете. У Дорис Питерсон были какие-то отношения с Садовником Вилли, а Подросток со Скрипучим Голосом её сын. Она периодически появляется в мультсериале, в основном в тех сценах, когда школьники приходят обедать в кафетерий.

## Линдси Нейгл
Ли́ндси Нейгл (англ. Lindsey Naegle; озвучена Тресс Макнилл) впервые появилась в эпизоде «The Itchy & Scratchy & Poochie Show». В этом эпизоде она была упомянута просто как «Руководитель компании сотовой связи», кроме того, у неё были тёмные волосы вместо её обычных светлых. Впоследствии она появилась в эпизоде «Girly Edition». В эпизоде «They Saved Lisa’s Brain», этот персонаж был представлен как Линдси Нейгл, член спрингфилдской организации Менса.
По ходу развития сериала, Линдси играла различные роли, каждый раз работая на новой работе. Её послужной список, помимо вышеупомянутого руководства сотовой связью, пополнился маркетинговым исследователем, финансистом-планировщиком (особо уточняя, что она не была финансистом-консультантом), специалистом по связям с общественностью, специалистом по торговым рискам (её компания, Advanced Capital Ventures, также специализировалась на общественных связях, а заодно выпускала книги «Как сжульничать в бридж»), специалистом по рекламе и руководителем Группы развития детей. Когда она вновь появляется в эпизоде «Blame It on Lisa», Мардж спрашивает её, «Мисс Нейгл, мы уже столько раз встречались с вами, почему вы постоянно меняете работу?», на что Линдси даёт откровенный ответ «Я нимфоманка».
В 14 серии 11 сезона, Нейгл встречалась с Недом Фландерсом, но свидание неожиданно прервалось, когда Нейгл получила факс (через аппарат, приклеенный к ноге), в котором говорилось о выдвинутом против неё обвинении. Она является рьяным последователем бездетного образа жизни, и однажды даже возглавляла городское движение против заботы о детях. Некогда влюблённая в судью Роя Снайдера, она окончила Вартоновскую школу бизнеса. Воплощает собой стереотип топ-менеджера крупной корпорации, большая часть её занятий так или иначе имеет отношение к общественным связям. Одна из списка женщин, на которых Мардж разрешает жениться Гомеру в случае её смерти.
Является подругой Эдны Крабаппл и Мардж Симпсон.
Именно она стала первой клиенткой, когда у Гомера Симпсона открылся талант парикмахера (20 серия 22 сезона).

## Луиджи Ризотто
Луи́джи Ризо́тто (англ. Luigi Risotto; озвучивает Хэнком Азарией) — владелец итальянского ресторана в Спрингфилде. Он является пародией на стереотипный образ итальянского повара (в связи с чем в серии «Team Homer» он играл в команде «Стереотипы» вместе с садовником Вилли, Клетусом и Морским Капитаном). В комментариях на DVD сказано, что Луиджи был скопирован с коробки пиццы.
Его ресторан закрыт по понедельникам, он не очень обходителен с клиентами: в серии «Sweet Seymour Skinner's Baadasssss Song» можно увидеть, как он грубо говорит о посетителях ресторана с шеф-поваром Сальваторе. Иногда его заведение посещает Спрингфилдская мафия.
В серии «Two Dozen and One Greyhounds» в пародии на мультфильм Леди и Бродяга он подаёт Маленькому Помощнику Санта-Клауса и его подруге тарелку спагетти, упавшего на пол.
Его фамилия означает название итальянского блюда ризотто. Он не говорит по-итальянски, потому что дома его родители говорили на исковерканном английском, и он перенял это («The Last of the Red Hat Mamas»). Возможно, Луиджи — нелегальный иммигрант, потому что в серии «Much Apu About Nothing» он вместе с Апу сдавал экзамен для желающих получить гражданство. Возраст — примерно 50 лет.

## Манджула Нахасапимапетилон
Манджула (англ. Manjula Nahasapeemapetilon; озвучена Джен Хукс и Тресс Макнилл в серии «The Sweetest Apu») — жена Апу Нахасапимапетилона и мать восьмерняшек.
Одета обычно в малиновое индийское сари, длинные чёрные волосы она заплетает в косу. У неё большие карие глаза и длинные ресницы.
Когда ей было восемь лет, родители Апу и Манджулы договорились о будущем браке. В серии «The Two Mrs. Nahasapeemapetilons» в момент заключения помолвки Апу был показан ровесником Манджулы, а в более ранней серии «Much Apu About Nothing» он старше своей невесты и уже окончил колледж, в то время как она ещё совсем ребёнок. Манджула — младшая из 7 дочерей своих родителей.
Долгое время чета Нахасапимапетилонов пыталась завести ребёнка, но у них ничего не получалось. Манджула тайком от мужа начала принимать таблетки, стимулирующие зачатие. Одновременно сам Апу и все Симпсоны, кроме Лизы, подсыпали ей в еду аналогичные средства. В результате в серии «Eight Misbehavin'» Манджула родила восьмерых детей одновременно.
В серии «The Sweetest Apu», когда Апу изменил ей с девушкой, приносящей сироп в магазин, Манджула выгнала мужа из дома, однако затем, поддавшись на уговоры Симпсонов, она согласилась дать ему второй шанс, но только после выполнения её желаний.
Её любимая книга, фильм и блюдо — «Жареные зелёные помидоры».
Гомер не всегда может вспомнить её имя. В баре Мо он назвал её Апулиной, в другой раз ошибочно услышал её имя как «Mint Julep» (название мятного коктейля). Когда Апу и Манджула спорили на хинди, Гомер подумал, что «Манджула» означает «космический корабль».
Между супругами Нахасапимапетилон оговорено, что после смерти Апу Манджула станет блондинкой и выйдет замуж за его брата.

## Марвин Монро
Доктор Ма́рвин Монро́ (англ. Marvin Monroe; 1941—1994/2005; озвучен Гарри Ширером) — местный психиатр, бывший одно время терапевтом Мистера Бёрнса. Впервые появился в серии «There's No Disgrace Like Home». Монро выпустил ряд аудиокассет для снижения веса и написал несколько книг, таких, как «Я в порядке, а вы почему нет?». В ранних сезонах предполагался сценарий развития персонажа Марвина Монро, по которому настоящее имя Марвина — Мэрилин, таким образом его полное имя звучало как Мэрилин Монро, и по причине постоянных подшучиваний над ним он сменил имя и стал психиатром. Этот сценарий был подтвержден Мэттом Грейнингом, но в жизнь воплощён не был. Как предполагалось, Монро умер во время шестого сезона «Симпсонов», подтверждение чему можно увидеть в седьмом сезоне, в котором показывается «Больница памяти Марвина Монро». В ретроспективе эпизода «The Simpsons 138th Episode Spectacular» подтверждается его смерть, а в последующих сериях мы видим могилу доктора Монро и школьный спортзал, названный в память о нём. После десяти лет забвения можно было наблюдать его секундное появление в серии «Diatribe of a Mad Housewife», где он объясняет своё долгое отсутствие фразой: «Доктор болел», но после этого в сериале почти не появлялся. Так же появляется в «Treehouse of Horror XXV», в виде полупризрака, где жалуется на то, что не может пройти стену до конца. Умер по неизвестным причинам.

## Миссис Глик
Миссис Глик (англ. Mrs. Glick; озвучена Кларис Лечман, в поздних сериях Тресс Макнилл), пожилая, одинокая женщина, для которой Барт выполнял работу по дому. У неё был брат по имени Аса, который погиб на Первой мировой войне из-за того, что слишком долго держал в руках гранату с выдернутой чекой и подорвался. Доктор Хибберт признался однажды, что забыл внутри неё скальпель. Её иногда можно увидеть на заднем плане, часто громко смеющейся. В четвёртом эпизоде двадцать третьего сезона она умирает в результате сердечного приступа, произошедшего по вине механического детеныша тюленя, изобретенного Бартом и Мартином. Но в серии The D’oh-cial Network её можно неоднократно увидеть на заднем плане.

## Мисс Олбрайт
Мисс О́лбрайт (англ. Ms. Albright; озвучена Тресс Макнилл) — учительница Воскресной школы местной церкви. Она говорит с лёгким южным акцентом и кажется неверотерпима, когда Барт планировал перейти в Католическую Церковь, она сказала о нём «Мне кажется, что он католик», обвиняющим тоном. Её иногда можно видеть на заднем плане в основном в церкви (как в эпизоде «The Father, the Son, and the Holy Guest Star»).

## Младенец Джеральд
Дже́ральд Сэ́мсон (англ. Baby Gerald, более известный как Младенец Дже́ральд или Однобро́вый малыш) — бровастый младенец, враг Мэгги Симпсон. Впервые появляется в серии «Sweet Seymour Skinner's Baadasssss Song», где проезжает в коляске мимо дома Симпсонов, когда Лиза говорит, что он враг Мэгги, поскольку малыши злобно смотрят друг на друга. Гомер иногда путает с ним свою младшую дочь («The Last of the Red Hat Mamas»). Судя по всему, Джеральд часто попадает в истории; в серии «The Canine Mutiny» пёс Барта Лэдди спас его от не упомянутого бедствия.
С 2009 года, после перевода сериала на формат изображения HDTV, стал постоянным персонажем полной версии новой открывающей заставки. Там же подчеркивается их взаимная неприязнь с Мэгги — малыши грозят друг другу кулачками, пока родители не видят.

## Мужчина, который говорит «Да-а-а»
«Мужчина, который говорит „Да-а-а“» (англ. Yes Guy; озвучен Дэном Кастелланетой) — персонаж, известный своим коронным воплем «Да-а-а-а?!» в восходящем тоне, а также своей эксцентричной речью и внешностью. В эпизоде Mayored to the Mob — первом, в котором он появился, — на вопрос Гомера, почему он так говорит, Мужчина, который говорит «Да-а-а», ответил: «Потому что я перенёс инсу-у-у-у-у-у-ульт!»
Он появляется в шоу несколько раз и имеет разные профессии: официанта, работника Costington’s, охранника в комнате казни и мороженщика. В эпизоде Marge vs. Singles, Seniors, Childless Couples and Teens, and Gays Гомер упомянул его как «Придурка, который орет „Да-а-а-а?!“».
Этот персонаж — дань Фрэнку Нельсону, периодически появляющемуся в шоу The Jack Benny Show и позже в Sanford and Son. Его коронным приветствием было громкое, тягучее «Да-а-а-а?!». Необъяснимым образом его персонаж всегда можно было видеть за прилавком любого магазина, в котором отоваривались Джек Бенни или Фред Сэнфорд, и его аналог в «Симпсонах» также вездесущ.
Парень, который говорит «Дааа», внешне похож на свой реальный прототип: это приземистый, плотного телосложения человек с усиками и чёрными волосами с большими залысинами.

## Престарелый Еврей
Хотя Престарелый Еврей (англ. Old Jewish Man; озвучен Хэнком Азарией и иногда Дэном Кастелланетой) появляется во многих эпизодах сериала, его имя никогда не упоминается, и для простоты узнавания его называют описательной фразой, как и «синеволосого адвоката». Также его иногда называют «Сумасшедший Старик» и «Старый Сумасшедший Еврей». Престарелый Еврей — участник Второй мировой войны, в настоящее время проживает в Спрингфилдском Доме Престарелых, где его часто можно видеть вместе с Джаспером Бредли и Эйбом Симпсоном. Согласно неканоническому эпизоду «I’ve Grown a Costume on Your Face», у него был брат по имени Ирвинг, который скончался. Он был продюсером «утерянной версии» фильма Касабланка. У него была коллекция порнографических журналов, которые у него украл Эйб и которые впоследствии были утеряны при разрушении Спрингфилдского Дома Престарелых нефтяной вышкой Монтгомери Бёрнса (эпизод «Who Shot Mr. Burns?»). Он также прославился пением со спущенными штанами и даже попал на телепередачу «Старые сумасшедшие певцы» (эпизод «Krusty Gets Kancelled»). Возраст — 80 лет.

## Принцесса Кашмир
Шо́уна Ти́фтон, также известная как Э́йприл Фла́уэрс или Принцесса Кашми́р — танцовщица, исполняющая танец живота. Используя свою игрушечную фотокамеру в ресторане, Барт снял Гомера в пьяном танце с ней. Фотографии Барта распространились по всему городу, что практически разрушило брак Симпсонов. Вместо того, чтобы требовать извинений, Мардж захотела, чтобы Гомер познакомил с Принцессой Кашмир Барта, что должно было ему показать, что женщины — не просто
объект.
Кашмир встречалась с Апу до его свадьбы. Её также видели с его братом Санджеем. Из эпизода «Team Homer» становится известно, что она — член команды по боулингу Homewreckers («Разрушители семей»), состоящей из персонажей, некогда пытавшихся разрушить брак Гомера и Мардж. Регулярно появлялась в телешоу Springfield Squares. В качестве шутки создателей мультсериала Принцесса Кашмир появилась в роли танцовщицы бурлеска в эпизоде «Bart After Dark» (Гомер должен был забрать оттуда Барта, однако танец Кашмир отвлёк его внимание).
Принцесса Кашмир озвучена Мэгги Розуэлл.

## Раввин Хайман Крастовски
Ра́бби (Раввин) Ха́йман Красто́вски (англ. Rabbi Hyman Krustofski; озвучен Джеки Мейсоном и иногда Деном Кастелланетой) — отец клоуна Красти. Впервые появляется в эпизоде «Like Father, Like Clown»: Красти начал скучать по отцу, который перестал поддерживать с ним отношения после того, как Красти стал клоуном, а не раввином, как хотелось Хайману.
Барт и Лиза заметили это и решили сделать все, от них зависящее, чтобы примирить отца с сыном. Вскоре они поняли, что рабби — упрямый человек. Чтобы заставить его изменить своё мнение, они решили убедить его с помощью цитирования Талмуда, однако это оказалось не так просто. Лиза уже была готова сдаться, но напоследок попробовала процитировать эстрадного артиста Сэмми Дэвиса Младшего. Это сработало, и семья Крастофски воссоединилась.

Второй эпизод, с участием рабби — «Today I Am a Clown», в котором Красти приходит к отцу, чтобы пройти обряд бар-мицвы. Это последний эпизод, в котором Хаймана Крастофски озвучивал Джеки Мейсон, в дальнейшем его сменил Дэн Кастелланета. Позже раввин Крастовски эпизодически появлялся в сериях «Homer's Triple Bypass», «Treehouse of Horror XVII» и «On A Clear Day I Can't See My Sister», «Simpsons Christmas Stories», «Treehouse of Horror XXIII», промелькнул в «The Scorpion’s Tale». Его возраст — примерно 75 лет. Умер в 26 сезоне, в первом эпизоде «Клоуна на свалку».

## Род и Тодд Фландерсы
Род и Тодд, как и их родители Нед и Мод Фландерс, очень религиозны. Каждый день они читают молитвы. Братья прекрасно знают Библию, любят ходить в церковь, смотреть религиозные мультфильмы и играть в настольную игру «Добрый Самаритянин», причём они не используют кости: их отец считает, что кости — грех. Родители всячески стараются оградить их от дурного влияния: братья мало играют с другими детьми, ложатся спать в семь часов, почти все телевизионные каналы в доме Фландерсов отключены. Им нельзя ходить в «Мир развлечений», даже качание на качелях Нед считает опасным. Мод и Нед запрещают своим детям есть продукты, содержащие сахар, считая его вредным (к тому же сахар действует на Рода и Тодда как наркотик). Братья очень боятся насекомых (особенно моли и божьих коровок).
Род и Тодд играют с родителями или друг с другом. Часто Фландерсы проводят время за каким-нибудь общественно полезным делом: сажают деревья, помогают бедным.
Братья очень доверчивы, в частности, они решили, что с ними разговаривает Бог (на самом деле их разыграл Барт с помощью радиомикрофона), или что Иисус ждёт их в Монтане (письмо «Парень, жду тебя в Монтане. Иисус» отправил Неду Гомер, чтобы не звать его на праздник).
В ранних сезонах они ходят в Спрингфилдскую начальную школу, но в более поздних эпизодах братья обучаются на дому. Однако в эпизоде «Skinner’s Sense of Snow» мы снова видим братьев в школе вместе с другими детьми.
В некоторых эпизодах имеются намёки на выход за рамки стереотипов и традиций гендерного поведения у братьев. Так, в эпизоде «'Tis the Fifteenth Season» Род заявил, что «завидует девочкам, потому что они носят платья». В эпизоде «Bart to the Future» Нед благодарит Барта за то, что тот «не выдал» Рода и Тодда.

### Род Фландерс
Старший из сыновей (озвучен Памелой Хейден).
В серии «Midnight Rx» (16-й сезон), когда отменили бесплатную выдачу лекарств, Нед говорит Гомеру, что Род плохо себя чувствует из-за недостатка инсулина, из чего можно заключить, что последний, вероятно, страдает диабетом.

### Тодд Фландерс
Младший из сыновей (озвучен Нэнси Картрайт). Наивен и впечатлителен. Будучи искусственно ограждённым от грубости и жестокости, он, рано или поздно сталкиваясь с ними, быстро перенимает всё дурное. Так, посмотрев серию «Щекотки и Царапки», он захотел «ткнуть Рода острой штучкой», а в эпизоде «Bart the Lover» научился ругательствам от Гомера.
Тодд хорошо играет в мини-гольф. Также он довольно неплохо играет на скрипке и состоит в ансамбле Спрингфилдской начальной школы.
Голос Тодда — отсылка к Шерману из мультфильма «Пибоди и Шерман».

## Рут Пауэрс
Рут Па́уэрс (англ. Ruth Powers) — новая соседка Симпсонов, впервые появившаяся в серии «New Kid on the Block». Разведена. У неё есть дочь Лора Пауэрс, которая живёт отдельно. Очень часто Рут можно видеть в массовке на заднем плане. Она почти всегда носит красную косынку.
В серии «Marge on the Lam» Рут и Мардж убегают от полиции на ворованном кабриолете, пародируя фильм «Тельма и Луиза». В серии «Strong Arms of The Ma», где Мардж начинает заниматься бодибилдингом, Рут тренируется вместе с ней и одобряет использование стероидов (отбывая срок в тюрьме, она три года держала титул «Мисс Мексиканская Мафия»). Поначалу её озвучивала актриса Памела Рид, а позже — Памела Хэйден.

## Рэйчел Джордан
Рэ́йчел Джо́рдан (англ. Rachel Jordan; озвученная Шон Колвин) — лидер-вокалист «Kovenant», выдуманной христианской рок-группы. Впервые она появляется в серии «Alone Again, Natura-Diddily», когда она поддерживает Неда Фландерса после смерти Мод. Рэйчел снова появляется в серии «I'm Goin' to Praiseland». Она остаётся в доме Фландерсов с Недом, но быстро покидает его после того, как Нед пытается превратить её в подобие своей умершей жены. В конце серии она возвращается и идёт с Фландерсом на свидание. Больше она не появлялась.

## Санджей Нахасапимапетилон
Сандже́й Нахасапимапетило́н (англ. Sanjay Nahasapeemapetilon; озвучен Гарри Ширером) — брат Апу, работающий вместе с ним в магазине «На скорую руку». У него есть дочь Пахусачета, которую можно увидеть в серии «Lisa the Beauty Queen» на детском конкурсе красоты (она исполняет индийскую версию песни «MacArthur Park» и все зрители, кроме Апу и Санджея, засыпают) и сын Джамшед (в эпизоде «Homer the Heretic» Апу оставляет его с ружьём в руках присматривать за магазином). Один из восьмерняшек Апу очень похож на его брата.

## Сара Виггам
Са́ра Ви́ггам (англ. Sarah Wiggum; озвучена Памелой Хейден (4 — 32 сезоны), Меган Маллалли (с 32 сезона)) — жена шефа полиции Виггама и мать Ральфа. Познакомилась с будущим мужем, когда он арестовал её за хранение наркотиков, которые сам же ей и подбросил. Возможно, алкоголичка, очень мало времени проводит с сыном. Клэнси зовёт жену «сосисочка» («I'm with Cupid»). В неканоническом эпизоде «The Simpsons Spin-Off Showcase», Клэнси жалуется, как непросто быть отцом-одиночкой. Возможно, согласно этой серии, он развелся с Сарой. Причины этого неизвестны, но Ральф остался с отцом. Хотя, согласно сериалу, Виггамы все ещё женаты. В 32 сезоне мультсериала будет показана ее предыстория.

## Саркастический Мужчина
Саркастический мужчина (англ. Sarcasticman; озвучен Хэнком Азарией) — человек с саркастическим взглядом на окружающую действительность. Он сменил множество работ в Спрингфилде — был владельцем авторемонтной мастерской, почтальоном, водителем такси, продавцом оружия и офисным клерком. Но самая подходящая для него работа — пристав, отбирающий собственность, за которую истек срок выплат по кредиту. Обычно изображается лысеющим мужчиной с седой шевелюрой и усами. Его голос напоминает голос Чарльза Бронсона. В «Day of the Jackanapes» становится известно, что его зовут Рафаэ́ль — так его называет вышедший из тюрьмы Сайдшоу Боб. Сам он называет других людей «дружище» или «приятель».
В серии «Пройденные праздники будущего» он показан совершенно не изменившимся, а в одной из серий работал водителем, машину которой заказал Гомер на выпускном в прошлом.

## Синеволосый Адвокат
Синеволосый Адвокат (англ. Blue-haired lawyer; озвучен Дэном Кастелланетой) — видный юрист, известный своим нездоровым цветом лица (иногда его так и называют — «нездороволицый адвокат»), синими волосами, и гнусавым нью-йоркским акцентом. В отличие от Лайнел Хатца и Гила Гундерсона, «Синеволосый» — компетентный и успешный адвокат. Он работает ведущим юристом Чарльза Монтгомери Бёрнса, помогая ему решать проблемы, связанные с управлением атомной станцией, которая, из-за проблем с безопасностью, постоянно находится под угрозой закрытия. Он один из немногочисленных членов Спрингфилдского отделения Республиканской партии. В большинстве случаев он защищает в судах интересы соперников Симпсонов, но есть и исключения, например, однажды его нанял Барт, чтобы через суд добиться независимости от родителей.
Сценаристы Эл Джин и Майк Рейсс в комментариях на DVD упомянули, что голос этого персонажа был сделан похожим на голос Роя Кона, адвоката-маккартиста, а внешне персонаж, по словам Джима Риардона, задуман похожим на актёра Чарльза Лейна.

## Скотт Кристиан
Скотт Кри́стиан (англ. Scott Christian; озвучен Дэном Кастелланетой) — диктор новостей из ранних сезонов шоу. Изначально Кристиан и Кент Брокман занимали одинаковое время в эфире, но постепенно создатели сериала стали использовать Брокмана в роли телеведущего всё чаще и чаще, пока вконец не задвинули Скотта на задний план, позволяя ему только объявлять прямые включения Кента с мест событий. Последний раз появился в эпизоде «The Boy Who Knew Too Much». Его часто можно видеть в толпе на заднем плане.

## Судья Констанция Харм
Судья Конста́нция Харм (англ. Constance Harm; озвучена Джейн Качмарек). Она жёсткая, неумолимая сторонница дисциплины, её имя — игра слов с фразой «постоянный вред». Она обожает придумывать жестокие наказания для преступников. Персонаж пародирует Судью Джуди.
Кажется, что Харм питает сильную антипатию к семье Симпсонов, это приводит к изобретению очень жестоких и довольно необычных наказаний. До тех пор, пока Гомер не уничтожил её дом большим куском бетона, после попытки убить судью, Констанция жила в плавучем доме.
В одном из эпизодов выяснилось, что Констанция Харм — трансгендерная женщина. Об этом говорит брошенная однажды фраза «Я ведь помню, как когда-то была таким же десятилетним мальчиком». Из жителей Спрингфилда на это почти никто не обратил внимания, только Змей прокомментировал это так: «Она только что сказала, что была парнем?».
Судья Харм — один из последних введённых в сериал второстепенных персонажей. Первое её появление было в 13 сезоне 2 серии. В 18 сезоне она сыграла небольшую роль в эпизоде «Rome-old and Juli-eh». Харм — полный антипод судьи Снайдера, который отличается лояльностью к преступникам и правонарушителям.
В 11 серии 16 сезона упомянула, что у неё есть муж.

## Судья Рой Снайдер
Судья Рой Сна́йдер (англ. Judge Roy Snider; озвучен Гарри Ширером) — судья в городе Спрингфилде, афроамериканец (но в ранних сезонах имел, как и большинство персонажей, кожу жёлтого цвета). В эпизоде «Bart Gets Hit by a Car» его имя было Молтон. Его обычное имя — возможно, отсылка к Судье Рою Бину.
В начале сериала был показан как строгий и сугубо деловой судья, а в более поздних эпизодах превратился в человека, известного своей лояльностью к правонарушениям и вынесением довольно мягких приговоров. На рабочем столе он держит фигурку клоуна. Спас Барта Симпсона от помещения в колонию для несовершеннолетних, вернувшись из отпуска раньше, чем судья Харм успела приговорить его к заключению. «На то оно и детство», — сказал Снайдер о проступке Барта и Милхауса («The Parent Rap»).
Снимался в фильме Неда Фландерса «Притчи Ветхого Завета», где исполнил роль Царя Соломона.
Рой Снайдер частично ответственен за запрещение сахара в Спрингфилде. После активной агитации Мардж Симпсон в серии он принял так называемый «Закон Мардж», запрещающий производство, продажу и употребление сладостей в Спрингфилде. На суде он отверг взятку сахарной компании, потому что сладости привели его к ожирению. Затем он отменил закон, так как счёл, что злоупотребил своими полномочиями.
В серии «Pray Anything» на вопрос Тимоти Лавджоя о жене отвечает, что её задавил священник, а в «My Mother the Carjacker» признается, что сегодня от него ушла жена. Иногда его можно заметить в компании с Линдси Нейгл. Возраст — примерно 50 лет.

## Сумасшедшая Кошатница
Сумасшедшая Кошатница (англ. Crazy Cat Lady; озвучена Тресс Макнилл) — женщина, обладающая поведением и внешностью, стереотипичными для душевнобольных. Держит огромное количество кошек и повсюду берёт их с собой: кошки живут у неё за пазухой и в волосах. Громко крича (Яыхыияыхиаяя!!), она снимает их с себя и бросает в прохожих. Впервые появилась на экране в серии «Girly Edition», в которой она бросает в Лизу кошек, когда девочка снимает свой репортаж для телепередачи «Детские новости».
В серии «I, D'oh-Bot», когда умирает Снежинка Вторая, а затем одна за другой все новоприобретённые кошки, именно от Сумасшедшей Кошатницы Лиза получает новую кошку, точь-в-точь похожую на Снежинку Вторую.
Долгое время в сериале не было информации ни о прошлом этой героини, ни о её настоящем имени. Впервые её имя упоминается в серии «See Homer Run», когда она баллотируется в мэры Спрингфилда и Кент Брокман берёт у неё интервью. В тринадцатой серии восемнадцатого сезона «Springfield Up» можно увидеть самые важные события её жизни в документальном фильме Деклана Десмонда.
В начале 8 серии 16 сезона Симпсоны встречают Сумасшедшую Кошатницу в заброшенном городском парке, причём, она нормально себя ведёт и связно говорит, объясняя это тем, что она принимает психостимулятор, благодаря которому у неё бывают «минуты просветления». Когда Мардж говорит ей, что это просто карамель, она возвращается в своё обычное состояние. В 13 серии 22 сезона она встречается с Сумасшедшим собачником. В серии «Holidays of Future Passed» её замораживают в криогенной камере, очевидно, из-за какой-то неизвестной болезни. В 16 эпизоде 22 сезона Сумасшедшая Кошатница кричит криком Тарзана из экранизации 1932 года с Джонни Вайсмюллером. В том же эпизоде показан дом Кошатницы, который полон вещей с барахолок (позже она сама признаётся, что является барахольщицей). Позже была в театре и стала нормальной, но когда Мардж Симпсон стала барахольщицей, то забрала все свои вещи и вернулась в обычное состояние.

## Хелен Лавджой
Хе́лен Лавджо́й (англ. Helen Lovejoy; озвучена Мэгги Росвелл и Марсией Митцман Гейвен в то время, когда Росвелл не работала над сериалом из-за разногласий, связанных с оплатой) — жена Преподобного Тимоти Лавджоя, а также мать Джессики Лавджой и крестная мать Лизы и Барта. Сплетница, ханжа и моралистка. У нее раскосые большие глаза, волосы — серо-коричневые (в молодости розовые, в детстве — коричневые). Телосложение — очень стройное, но после рождения Джессики располнела так, что в течение нескольких лет была самой толстой жительницей Спрингфилда.

## Чарли
Ча́рли (англ. Charlie; озвучен Дэном Кастелланетой) — инспектор безопасности сектора 7G Спрингфилдской атомной электростанции, один из лучших друзей Гомера Симпсона, который появился в эпизоде с поддельным пожарным выходом в 1993 году. После того, как Мистер Бёрнс был информирован о том, что пожарный выход был просто нарисован на стене, Чарли был засосан трубой, которая унесла его на Ближний Восток. В его отсутствие его должность заняла Минди Симмонс, однако впоследствии она была уволена. Этот персонаж впервые появляется в серии «Life on the Fast Lane». В эпизоде «Simpson and Delilah» он был замечен курящим сигарету на одной из камер наблюдения охраны электростанции. Время от времени его можно увидеть пьющим в Таверне Мо. В серии «King Size Homer» он, по словам Ленни, работал на дому из-за травмы. Когда Гомер сотрудничал с ФБР, Чарли рассказал ему о своём плане свержения правительства, после чего сразу же был арестован. Несмотря на то, что в сериале Чарли говорит очень редко, его часто можно заметить на заднем плане. Дэн Кастелланета признавался, что озвучивая Чарли, он просто «делал имитацию голоса Ленни», другого персонажа сериала «Симпсоны».
В 23 сезоне появлялся на школьном празднике, где был с ребёнком (возможно, это его).
В одном из эпизодов упомянул, что имеет сестру с одной ногой.

## Шерри и Терри
Ше́рри и Те́рри Макльбе́рри (англ. Sherri and Terri; озвучены Русси Тейлор и иногда Нэнси Картрайт) — весёлые, капризные, суетливые и неразлучные сёстры-близняшки. Являются экс-подругами Нельсона Манца и Барта Симпсона. Им обеим по 10 лет. Увлекаются модой, рассматривают журналы и наряжаются. Иногда Гомер Симпсон принимает за них девушек мечты для Барта.
Они учатся в Спрингфилдской начальной школы в одном классе с Бартом. Как утверждает Лиза Симпсон, она иногда может проводить с ними гораздо больше времени, как и с Дженни. Имеют двоих лучших друзей — Лизу и Дженни.
Впервые появились в серии «Симпсоны готовят на открытом огне», вышедшей 17 декабря 1989 года.

## Эдди и Лу
Э́дди (англ. Eddie; озвучен Гарри Ширером) — офицер полиции. Он редко говорит, хотя он всегда присутствует на месте преступления с Шефом Виггамом и Лу. Лу иногда жалуется, на то, что Эдди несколько раз видели с его бывшей женой, вынуждая Виггама служить между ними посредником. Наиболее унизительная работа для Эдди — это носить костюм медведя, играя роль Куртиса И. Бэа Вежливого Медведя на курсах для агрессивных водителей. Участники этих курсов, поощряемые Виггамом, чтобы избавиться от лишней агрессии, сильно избивают его палками. В 16 сезоне 9 серии, когда Лу повысили до Шефа Полиции, Эдди повысили до «Лу», а на вопрос, кто теперь будет Эдди, Клэнси ответил: «Нам не нужен Эдди». В эпизоде «Separate Vocations» Эдди признается, что любит быть копом, потому что это заставляет чувствовать его «другим». В эпизоде «Worst Episode Ever» Эдди вырвало, когда он увидел целующихся в постели Продавца Комиксов и Агнес Скиннер, а Лу пытался успокоить его, приговаривая: «Все хорошо, парень, от этого зрелища любого бы стошнило».
Лу (англ. Lou; озвучен Хэнком Азарией) — сержант полиции. Его бывшую жену зовут Эми, она упоминалась в эпизоде «The Dad Who Knew Too Little». Лу родился 21 марта. Лу часто поправляет Шефа Виггама. На короткое время, пока Виггам был комиссаром, Лу был повышен до шефа полиции. Он пробовал поступить в юридическую школу, однако не смог заплатить за обучение. Лу отличается чрезвычайно развитыми предплечьями. Хэнк Азариа в интервью Конану О’Брайену рассказал, что голос Лу основывается на голосе Сильвестра Сталлоне. В первых эпизодах Лу, как и Эдди, был белым.
Фамилии Эдди и Лу неизвестны, ни в одном из эпизодов они не звучали. В одной серии «Симпсонов» Лу сказал, что у них нет фамилий, как и у Мадонны. Им обоим примерно 35 лет.

## Элизабет Гувер
Эли́забет Гу́вер (англ. Elizabeth Hoover; озвучена Мэгги Розуэлл) — учительница 2 класса Спрингфилдской начальной школы. У мисс Гувер светло-коричневые волосы, она носит белую рубашку и фиолетовую юбку. Она довольно холодный и злой человек. Мисс Гувер с удовольствием принимала участие во многих спрингфилдских бунтах и беспорядках. Часто страдает от стрессов, подозревала у себя болезнь Лайма. Со временем её роль в сериале несколько угасла, но её часто можно увидеть среди других горожан в толпе. В серии «The Two Mrs. Nahasapeemapetilons» мисс Гувер встречалась с Апу.
Также другой её возлюбленный сделал ей предложение прямо во время футбольного матча, однако Гувер обратилась к Гомеру Симпсону, чтобы тот порвал с ним отношения вместо неё — он включил на большом экране надпись: «Она достойна большего». Как и мисс Крабаппл, мисс Гувер любит выкурить сигарету, пока ученики заняты просмотром учебного фильма. Любит выпить, о чем упоминает учительница третьего класса в серии «Bart vs. Lisa vs. the Third Grade», где Барт и Лиза учатся вместе. Часто дает классу различные тесты, и Лиза практически всегда получает за них отличные оценки, за исключением нескольких эпизодов. Часто унижает Ральфа Виггама за умственную неполноценность, открыто намекая на это и оправдывая насмешки одноклассников над мальчиком. Она имеет довольно консервативные убеждения, например, считает что мужчины всегда главные и ненавидит свободомыслие. Известно, что Гувер — соседка Луанн Ван Хутен. В ранних эпизодах у нее синие волосы и она показана не с такой отрицательной стороны, как в более поздних сериях. В 32 сезоне мультсериала будет показана ее предыстория.
Мэтт Грейнинг упомянул, что назвал мисс Гувер в честь своей учительницы первого класса.

## Линг Бувье
Линг Бувье́ (англ. Ling Bouvier; озвучена Нэнси Картрайт) — приёмная дочь Сельмы Бувье. Ей 3 года. Она очень добра и весела. Как и у Лизы Симпсон, у неё есть музыкальный талант, но только она играет на скрипке, а не на саксофоне. В серии «Goo Goo Gai Pan» она была привезена из Китая.